# نيلز بيتر جنسن
نيلز بيتر جنسن (بالدنماركية: Niels Peter Jensen)‏ هو ملحن دنماركي، ولد في 23 يوليو 1802 في كوبنهاغن في الدنمارك، وتوفي بنفس المكان في 19 أكتوبر 1846.

## وصلات خارجية
- نيلز بيتر جنسن على موقع ميوزك برينز (الإنجليزية)
- نيلز بيتر جنسن على موقع أول ميوزيك (الإنجليزية)